# Ulvsundabanan

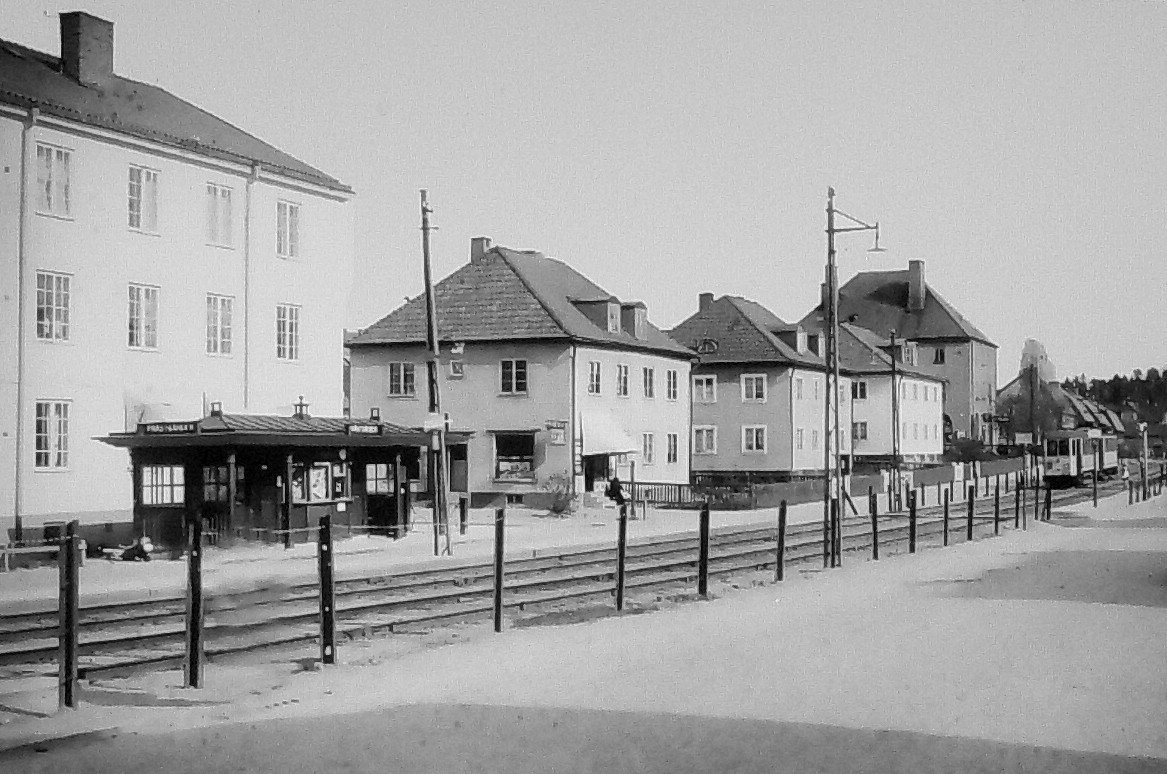
Ulvsundabanan, hållplats "Prästgården", 1930.

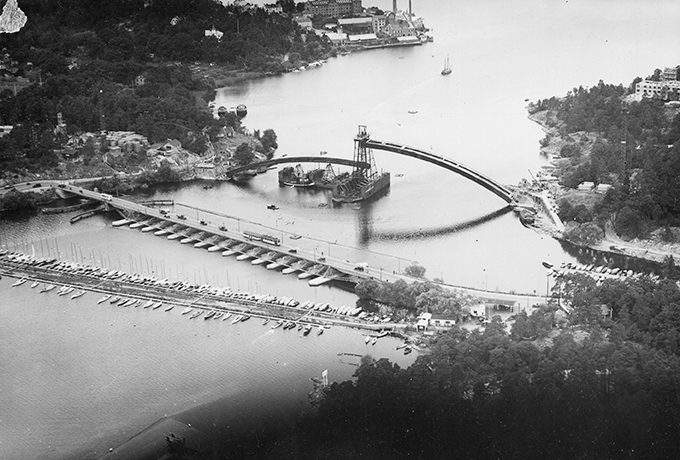
Spårvagn på pontonbron på väg mot Kungsholmen (till höger) 1932.

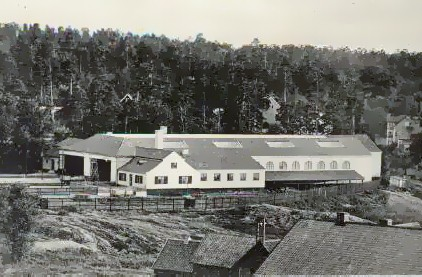
Spårvagnshallarna Ulvsunda, 1930-tal.

Ulvsundabanan var en förortsbana mellan Tegelbacken/Alvik och Ulvsunda i Stockholm. Spårvägen mellan Tegelbacken och Ulvsunda fanns under 36 år från 1914 till 1950. 
Spårvägslinje 2 öppnade 29 maj 1914 från Tegelbacken till Alvik över Tranebergs pontonbro byggd 1911-1914. 28 augusti 1917 öppnas en pendellinje mellan Alvik och Ulvsunda i anslutning till spårvägslinje 2 Tegelbacken - Alvik. 1 februari 1917 förlängdes linje 2 till Ulvsunda och spårvagnarna gick hela vägen från Tegelbacken till Ulvsunda. 27 april 1920 döps linjen om till linje 12 (Numret delades med linjen till Alléparken på nuvarande Nockebybanan) och 1 oktober 1920 till linje 13. 1 september 1934 flyttas trafiken från Tranebergs pontonbro till den då nybyggda Tranebergsbron. 
Från hållplatsen Alvik gick spåren via Ulvsundaplan utefter Ulvsundavägen till linjens ändstation "Ulvsunda" som låg invid kanalen vid korsningen med Lillsjönäsvägen. Där fanns en vändslinga samt en spårvagnshall väster om Ulvsundavägen vid Lillsjön.
Några år efter det att Sundbybergs Norra-Ulvsundasjöns järnväg öppnat år 1915 fanns planer på att förbinda denna järnväg med Ulvsundabanan för att möjliggöra spårvägstrafik mellan Stockholm och Sundbybergs köping. På 1940-talet byggdes ett sådant förbindelsespår, på Ulvsundabron, men någon trafik blev aldrig av och förbindelsespåret revs upp igen. 
Linje 13 upphörde 1950 i och med konverteringen av Tranebergsbron till tunnelbanetrafik, då trafikantunderlaget ansågs vara för litet till skillnad från Nockebybanan som behölls och fortfarande har spårvägstrafik väster om Alvik. Den 1 juli 1950 rullade den sista vagnen på linje 13 in i Brommahallen och därmed var Ulvsundabanans historia slut. 
| Unknown BSicon "exmSTR+GRZq" |

| Unknown BSicon "uexABZg+r" |

| Unknown BSicon "uexBHF" |

| Unknown BSicon "uexHST" |

| Unknown BSicon "uexHST" |

| Unknown BSicon "uexABZg+r" |

| Unknown BSicon "uexABZg+r" |

| Unknown BSicon "uexBHF" |

| Unknown BSicon "uexhKRZWae" |

| Unknown BSicon "uexhKRZWae" |

| Unknown BSicon "uexBHF" |

| Unknown BSicon "uexKBHFe" |

| Unknown BSicon "exmSTR+GRZq" |

| Unknown BSicon "uexABZg+r" |

| Unknown BSicon "uexBHF" |

| Unknown BSicon "uexHST" |

| Unknown BSicon "uexHST" |

| Unknown BSicon "uexABZg+r" |

| Unknown BSicon "uexABZg+r" |

| Unknown BSicon "uexBHF" |

| Unknown BSicon "uexhKRZWae" |

| Unknown BSicon "uexhKRZWae" |

| Unknown BSicon "uexBHF" |

| Unknown BSicon "uexKBHFe" |